# 提格兰·彼得罗相
季格兰·瓦尔塔诺维奇·彼得罗相（俄语：Тигра́н Варта́нович Петрося́н，1929年6月17日—1984年8月13日），苏联亚美尼亚国际象棋棋手、前国际象棋世界冠军。1952年获特级大师称号。他因其几乎坚不可摧的防守风格而被称为“铁人季格兰”。
彼得罗相于1963年在国际象棋世界冠军赛中击败米哈伊尔·博特温尼克，成为了世界冠军。1966年，他又击败鲍里斯·斯帕斯基从而卫冕成功。1969年，他再度和斯帕斯基在世界冠军赛中相遇。不过这次他负于斯帕斯基，失去了世界冠军头衔。此外，彼得罗相还曾于1959年、1961年、1969年、1975年四度获得苏联国际象棋全国冠军。